# Жулдыз (Мактааральский район)
Жулдыз (каз. Жұлдыз) — село в Мактааральском районе Туркестанской области Казахстана. Входит в состав Мактааральского сельского округа. Код КАТО — 514477500.

## Население
В 1999 году население села составляло 208 человек (109 мужчин и 99 женщин). По данным переписи 2009 года, в селе проживали 393 человека (198 мужчин и 195 женщин).